# سكوبي دو (شخصية خيالية)
سكوبي دو (بالإنجليزية: Scooby-Doo)‏ هو شخصية خيالية والشخصية التي تحمل اسم سلسلة المسلسلات الشهيرة والمعروفة باسم سكوبي دو وهو الشخصية الرئيسية في هذه السلسلة المشهورة، أنشأ في عام 1969 من قبل شركة الرسوم المتحركة الأمريكية هانا باربيرا، هو صديق شاغي روجرز العزيز والذي يتشارك معه العديد من الصفات المتشابهة، ويتميز بمزيج من السلوكيات البشرية والكلاب ويعامله أصدقاؤه بشكل أو بآخر على قدم المساواة. يتكلم بصوت شبيه بالكلب وشعاره هو «سكوبي دوبي دو!».